# Mark Taper Forum
El Mark Taper Forum es uno de cuatro teatros en el Centro de Música de Los Ángeles.
El teatro fue diseñado por Welton Becket.